# Zoo d'Ostrava
Le zoo d'Ostrava est un zoo municipal situé dans le sud-est d'Ostrava, en République tchèque. Il ouvre officiellement le 26 octobre 1951.
Il dispose de nombreux pavillons où l'on peut observer les animaux, notamment le Pavillon des Ours (Bear Pavilion) d'où l'on peut admirer les différentes espèces à travers les vitres. En août 2013, le zoo hébergeait plus de 3 000 animaux, avec 350 espèces différentes sur une superficie de 100 hectares. Le but principal du parc est de protéger les espèces en voie de disparition en participant à des programmes européens de conservation comme EEP et ESB.

## Participation aux programmes EEP et ESB
Depuis 2006, le zoo d'Ostrava a obtenu l'autorisation de conduire le programme European Studbook (ESB) de l'hippopotame amphibie dont l'espèce a été classée comme vulnérable dans la liste rouge des espèces menacées. Depuis plusieurs années, le zoo s'occupe du maintien et de la reproduction de cette espèce qui est devenu le nouveau symbole du Zoo en 2011.
En 2013, le zoo d'Ostrava est impliqué dans 40 autres programmes européens pour les espèces en danger (EEP) et ESB pour les espèces suivantes:
- Ara hyacinthe (Anodorhynchus hyacinthinus)
- Ara de Lafresnaye (Ara rubrogenys)
- Canard de Meller (Anas melleri)
- Cercopithèque diane (Cercopithecus diana)
- Cerf Sika (Cervus nippon pseudaxis)
- Chat de Geoffroy (Oncifelis geoffroyi)
- Chat pêcheur (Prionailurus viverrinus)
- Condor des Andes (Vultur gryphus)
- Éléphant d'Asie (Elephas maximus)
- Gibbon à joues pâles (Nomascus leucogenys)
- Girafe de Rothschild (Giraffa camelopardalis rothschildi)
- Grue à cou blanc (Grus vipio)
- Gypaète barbu (Gypaetus barbatus)
- Lémur aux yeux turquoise (Eulemur macaco flavifrons)
- Lémur noir (Eulemur macaco)
- Lion asiatique (Panthera leo persica)
- Macaque à queue de lion (Macaca silenus)
- Maki vari roux (Varecia rubra)
- Mandrill (Mandrillus sphinx)
- Manul (Otocolobus manul)
- Panda roux (Ailurus fulgens)
- Panthère de Ceylan (Panthera pardus kotiya)
- Panthère des neiges (Uncia uncia)
- Pygargue à queue blanche(Haliaeetus albicilla)
- Rhinocéros blanc (Ceratotherium simum)
- Tigre de Sibérie (Panthera tigris altaica)
- Tourterelle de Socorro (Zenaida graysoni)
- Vari noir-et-blanc (Varecia variegata)
- Vautour moine (Aegypius monachus)
- Zèbre de Grévy (Equus grevyi)